# العلاقات الصينية الكرواتية
العلاقات الصينية الكرواتية هي العلاقات الثنائية التي تجمع بين الصين وكرواتيا.

## مقارنة بين البلدين
هذه مقارنة عامة ومرجعية للدولتين:
| وجه المقارنة                                              | الصين                    | كرواتيا                                                  |
| --------------------------------------------------------- | ------------------------ | -------------------------------------------------------- |
| المساحة (كم2)                                             | 9.60 مليون               | 56.59 ألف                                                |
| عدد السكان (نسمة)                                         | 1.33 مليار               | 4.11 مليون                                               |
| الكثافة السكانية (ن./كم²)                                 | 138.54                   | 72.63                                                    |
| العاصمة                                                   | بكين                     | زغرب                                                     |
| اللغة الرسمية                                             | اللغة الصينية القياسية   | اللغة الكرواتية                                          |
| العملة                                                    | رنمينبي                  | كونا كرواتية                                             |
| الناتج المحلي الإجمالي (بليون دولار)                      | 12.24 تريليون            | 54.85 مليار                                              |
| الناتج المحلي الإجمالي (تعادل القوة الشرائية) بليون دولار | 19.82 تريليون            | 94.64 مليار                                              |
| الناتج المحلي الإجمالي الاسمي للفرد دولار أمريكي          | 8.03 ألف                 | 11.54 ألف                                                |
| الناتج المحلي الإجمالي للفرد دولار أمريكي                 | 13.21 ألف                | 21.64 ألف                                                |
| مؤشر التنمية البشرية                                      | 0.728                    | 0.818                                                    |
| رمز المكالمات الدولي                                      | +86                      | +385                                                     |
| رمز الإنترنت                                              | .cn، .中国 ‏، .中國 ‏      | .hr                                                      |
| المنطقة الزمنية                                           | توقيت الصين، ت ع م+08:00 | توقيت وسط أوروبا، ت ع م+01:00، ت ع م+02:00، أوروبا/زغرب ‏ |

## مدن متوأمة
في ما يلي قائمة باتفاقيات التوأمة بين مدن صينية وكرواتية:
- ترتبط هايكو مع دوبروفنيك باتفاقية توأمة منذ 2 نوفمبر 1998.[15][15][15][15]
- ترتبط تشينغداو مع رييكا باتفاقية توأمة منذ 22 يناير 2013.[16][16][16][16]
- ترتبط شانغهاي مع زغرب باتفاقية توأمة منذ 1995.[17][17][17][17]

## منظمات دولية مشتركة
يشترك البلدان في عضوية مجموعة من المنظمات الدولية، منها:
| علم المنظمة | اسم المنظمة                               | تاريخ انضمام الصين | تاريخ انضمام كرواتيا |
| ----------- | ----------------------------------------- | ------------------ | -------------------- |
|             | مؤسسة التنمية الدولية                     | 24 سبتمبر 1960     | 25 فبراير 1993       |
|             | يونسكو                                    | 4 نوفمبر 1946      | 1 يونيو 1992         |
|             | وكالة ضمان الاستثمار متعدد الأطراف        | 30 أبريل 1988      | 19 مارس 1993         |
|             | الأمم المتحدة                             | 25 أكتوبر 1971     | 22 مايو 1992         |
|             | الفريق المعني برصد الأرض                  | ?                  | ?                    |
|             | الاتحاد البريدي العالمي                   | ?                  | ?                    |
|             | البنك الدولي للإنشاء والتعمير             | 27 ديسمبر 1945     | 25 فبراير 1993       |
|             | المنظمة الهيدروغرافية الدولية             | ?                  | ?                    |
|             | الاتحاد الدولي للاتصالات                  | 1 سبتمبر 1920      | 3 يونيو 1992         |
|             | منظمة حظر الأسلحة الكيميائية              | ?                  | ?                    |
|             | مؤسسة التمويل الدولية                     | 15 يناير 1969      | 25 فبراير 1993       |
|             | المركز الدولي لتسوية المنازعات الاستشارية | 6 فبراير 1993      | 22 أكتوبر 1998       |
|             | منظمة التجارة العالمية                    | 11 ديسمبر 2001     | ?                    |
|             | مجموعة الموردين النوويين                  | ?                  | ?                    |
|             | منظمة الشرطة الجنائية الدولية             | ?                  | ?                    |

## وصلات خارجية
- موقع وزارة الخارجية الصينية
- موقع وزارة الخارجية الكرواتية